# Gallechs
Gallechs (en catalán y oficialmente Gallecs) es un núcleo rural y paraje natural protegido del Vallés Oriental, en la provincia de Barcelona, España. Pertenece a los municipios de Mollet del Vallès, Santa Perpetua de Moguda, Palau-solità i Plegamans, Parets, Moncada y Reixach, Llissá de Munt y Llissá de Vall.

## Características
Gallecs es un espacio rural de 733 
hectáreas. Pertenece a la región oriental de Barcelona. La principal actividad es la agrícola de secano, ámbito en el que se lleva a término la conversión a la agricultura ecológica.
Zona rural  de paisaje forestal y vegetación mediterránea.Es una área de paso migratorio para muchas especies de aves. La zona posee sus propios productos  a la vez que organiza cursos de educación ambiental  y otros para mantener la población de agricultores.

## Clima
| Fecha    | Mínimos | Máximos |
| 01/07/16 | 22.2 °C | 26.8 °C |
| -------- | ------- | ------- |
| 02/07/16 | 21.5 °C | 26.7 °C |
| 03/07/16 | 22.7 °C | 25.4 °C |
| 04/07/16 | 21.6 °C | 26.8 °C |
| 05/07/16 | 22.9 °C | 28.5 °C |
| 06/07/16 | 24.9 °C | 24.9 °C |

## Edificios de interés arquitectónico

### Santa María de Gallecs
La iglesia de Santa María de Gallecs es de origen románico. Se empezó a construir en el siglo XII y fue restaurada entre 1965 y 1969. Durante las obras de restauración se encontraron restos paleocristianos del siglo V o VI. Iglesia románica del siglo XII, a la cual se puede llegar por diferentes rutas. Podemos visitar algunas masías que se encuentra alrededor y son interesantes.

### Masía de Can Borell
Masía medieval del siglo XII situada en el parque de Can Borrell. Una de las más antiguas de Mollet. El Ayuntamiento de Mollet la reformó para que convertirla en un centro cívico. Está considerada patrimonio arquitectónico de Mollet.

### La Torre Malla

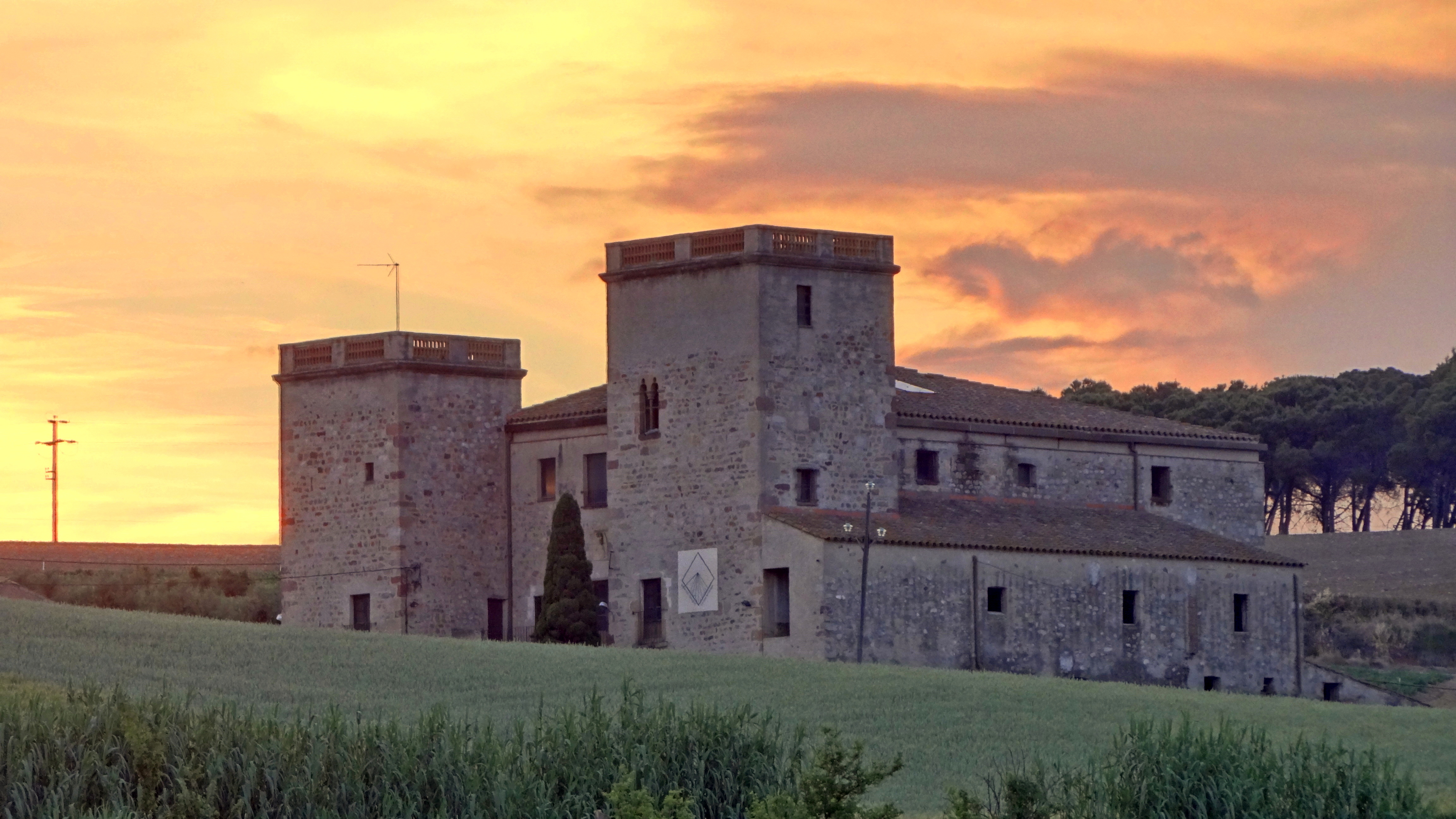
Torre Malla.

La Torre Malla fue construida en la época gótica (siglo X). La familia propietaria se dedica al cultivo de productos de alta calidad (cereales, patatas, judías). Destaca el lavadero de la Torre Malla por su antigüedad al ser de la época romana.

### Can Jornet
Construido en el siglo XIX es un edificio emblemático de Gallecs. En su plante baja de ubica La Escola de la Natura, dónde se imparten cursos y actividades relacionadas con el medio ambiente. A su alrededor hay los llamados Huertos Ecológicos, dónde se cultiva siguiendo las técnicas básicas de la agricultura ecológica para el consumo propio.

## Espacio de Interés Natural
El Plan Director del área Metropolitana de Barcelona de 1968 preveía la construcción en Gallecs de una área urbana de 130 000 habitantes. Las propiedades fueron expropiadas, pero una gran movilización por parte de la ciudadanía y la llegada de democracia consiguieron que el proyecto no se llevara a cabo

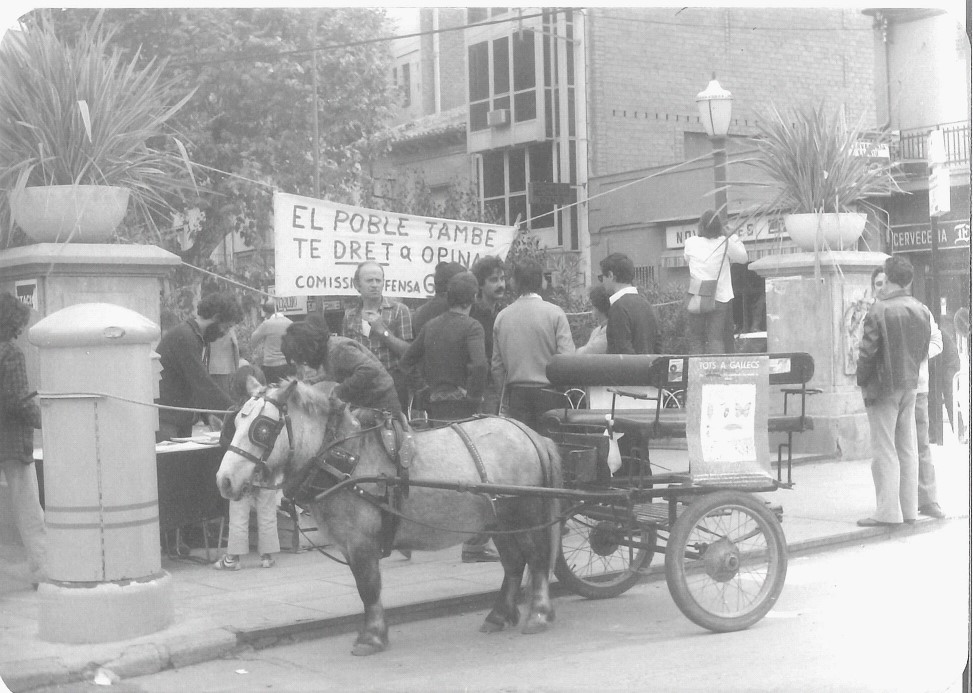
Movilizaciones en Gallecs (1980s)

. El Ayuntamiento de Mollet del Vallés y la Generalidad de Cataluña firmaron en 1981 un convenio que revocaba definitivamente este proyecto. En octubre de 2009 la Generalidad de Cataluña incluyó Gallecs en el PEIN (Plan de Espacios de Interés Natural).

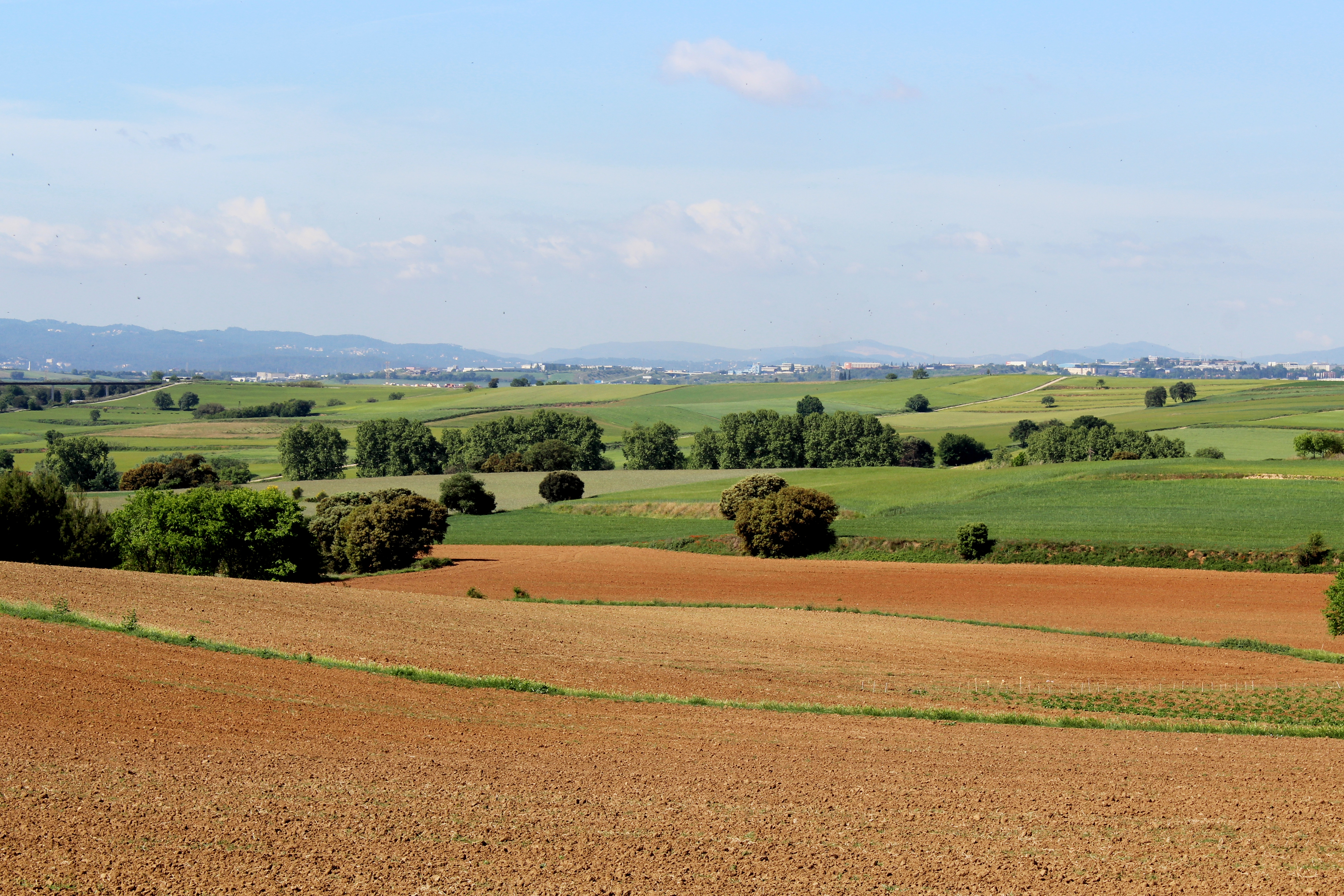
Campos sembrados en Gallecs.

## Gastronomía
En Gallecs existe una agrobotiga o pequeña tienda de productos de ecológicos (legumbres secas, mermeladas y productos de la huerta) gestionada por payeses de la zona. Está ubicada en el Porxo de Can Xambrers. Los horarios son viernes de 17 a 20h, sábado de 9 a 14 y de 17 a 20h, domingos y festivos de 9 a 14H.
En Gallecs se celebran calçotadas de los productos típicos del territorio,cuyos tickets se venden en La Agrobotiga. Las organizan la Asociación Agroecológica de Gallecs en colaboración con el Consorcio de Gallecs.